# پشت‌بند (خنج)
پشت بند (خنج)، روستایی از توابع بخش مرکزی شهرستان خنج در استان فارس ایران است.

## جمعیت
این روستا در دهستان سیف‌آباد قرار دارد و براساس سرشماری مرکز آمار ایران در سال ۱۳۸۵، جمعیت آن زیر سه خانوار بوده‌است.